# Garay (cantante)
Fernando José Echegaray (Aibonito, Puerto Rico; 1 de diciembre de [1991]]) más conocido como Garay, es un rapero y compositor puertorriqueño de pop urbano mezclado con elementos electrónicos.
Además de ser cantante se graduó como abogado y contador.

## Biografía
Nació en Aibonito, Puerto Rico, quien desde la adolescencia mostró su pasión por el arte, ya que empezó su entrenamiento vocal y a presentarse en actividades privadas y familiares. Estudio dos carreras profesionales en Puerto Rico y se graduó de Abogado y Contador. Antes de lanzarse como solista perteneció a una banda boricua conocida como “Nova Vibra”.

## Carrera artística

### Inicios
Siendo todavía un adolescente, Fernando Echegaray ingresa en el año 2010 al Conservatorio de Música en Puerto Rico, para tomar cursos de técnica vocal dentro del ámbito clásico y popular y es allí donde logra perfeccionar su estilo y encuentra su rumbo musical.  Asimismo, empieza a cantar en obras de teatro para determinado público y en festivales organizados por el Conservatorio.
Garay en el año 2012 deja el Conservatorio de música para seguir su carrera artística como cantante, donde conoce a Hilda Ramos una reconocida soprano puertorriqueña, quien se vuelve su profesora de canto y lo guía dentro del género de la música clásica. Igualmente, a través de ella conoció diferentes personas dentro del ámbito musical, como el músico y arreglista conocido como Cucco Peña. En el estudio de este músico, es donde Garay empieza a tener los primeros contactos con la grabación.

## Participación en “Nova Vibra”
En el año 2015, este cantante conoce a los integrantes de grupo puertorriqueño “Nova Vibra”, el cual es un trío de jóvenes que se dedican al género pop urbano. Con esta agrupación boricua, Garay empieza su carrera artística, donde se inicia cantando en vivo en televisión, participa en grabaciones de canciones y videos. Asimismo, hace aperturas de conciertos de importantes cantantes y agrupaciones que se presentaban en Puerto Rico, como Tito Nieves, Alberto Carrión, Bonny Cepeda, entre otros artistas.

Luego de pisar varios escenarios y después de cuatro años perteneciendo a la banda “Nova Vibra, esta agrupación resuelve separarse. Es por ello que, Fernando Echegaray a mediados del año 2018 decide lanzarse como solista y es así como nace Garay, como un cantante con una propuesta nueva y refrescante dentro del género del pop urbano.

## Carrera como solista
Rodeado de un grupo de profesionales del escenario musical, decide lanzar su primer sencillo titulado “Tu juegas conmigo”, cuyo video en YouTube tiene más de 3,5 millones de reproducciones. Esta canción es de su autoría, en donde le escribe al desamor y con apoyo del productor reconocido como Master Chris “El Científico”, crean una fusión de diferentes ritmos como los sonidos urbanos con el pop con elementos electrónicos.

El video de esta canción se realizó en el hotel The Artisan de la ciudad de Bogotá, Colombia, siendo los directores Daniel Rodríguez y Manuel Monsalve. La producción ejecutiva estuvo a cargo de la agencia Ciento Once. En este video se ve la historia de infidelidad y venganza, que es protagonizada por la presentadora colombiana y Chica HTV 2013, María Juliana Correa, junto al actor Kornel Doman.
En marzo del año 2019 llega con una nueva propuesta musical con su nuevo sencillo titulado “Trap Dembow”, cuya letra es de su autoría. La producción del video musical estuvo a cargo de Master Chris y Yhosuel Jiménez, en donde se mezclan ritmos del reguetón y de la música electrónica. Esta canción se encuentra disponible en diferentes plataformas musicales, mediante la cual, el artista busca seguir conquistando al público colombiano, puertorriqueño y de Latinoamérica.